# Neil Maskell
Neil Maskell, född 1976 i London, är en brittisk skådespelare.
Maskell har bland annat medverkat i TV-serierna Litvinenko från 2022 och Hijack från 2023. Han har även medverkat i filmerna The Football Factory från 2004 och Basic Instinct 2 från 2006.

## Filmografi (i urval)
- 2004: The Football Factory
- 2006: Basic Instinct 2
- 2019 – Cleaning Up (TV-serie)
- 2022: Litvinenko
- 2023: Hijack